# Unión de Escritores de Rusia
La Unión de Escritores de Rusia es una organización pública rusa que nuclea a novelistas, poetas, ensayistas, etc., de Rusia y del extranjero.
La Unión de Escritores de Rusia se formó en 1991, con la fusión de distintas fracciones de la antigua Unión de Escritores Soviéticos: la Unión de Escritores de Rusia (orientación patriótica), la Unión de Escritores de Moscú, la Organización de Escritores de la Ciudad de Moscú y la Unión Rusa de Escritores (orientación democrática).
Actualmente integra a más de 3.500 miembros y 58 organizaciones regionales y publica diarios, revistas y antologías.
La Unión de Escritores de Rusia otorga el Premio Mijaíl Shólojov. Entre los galardonados se encuentra el líder cubano Fidel Castro.